# Four Weddings and a Funeral
Four Weddings and a Funeral – amerykański (komedia romantyczna) serial internetowy wyprodukowany przez Kaling International Inc., Working Title Films, Philoment Media, 3 Arts Entertainment, MGM Television oraz Universal Television, który jest serialową adaptacją filmu Cztery wesela i pogrzeb. 
Serial jest emitowany od 31 lipca 2019 roku za pośrednictwem platformy internetowej Hulu.

## Fabuła
Serial opowiada o May, nowojorskiej specjalistki od komunikacji, która wybiera się na ślub swojej koleżanki do Londynu. 

## Obsada

### Główna
- Nathalie Emmanuel jako Maya[1]
- Nikesh Patel jako Kash[2]
- Rebecca Rittenhouse jako Ainsley Howard[2]
- John Reynolds jako Duff[2]
- Brandon Mychal Smith jako Craig[1]
- Zoe Boyle jako Gemma[1]
- Sophia La Porta jako Zara
- Harish Patel jako Haroon[1]
- Guz Khan jako Basheer[1]

### Role drugoplanowe
- Hector Bateman-Harden jako Giles
- Nathan Stewart-Jarrett jako Tony 2
- Rakhee Thakrar jako Fatima
- Alex Jennings jako Andrew Aldridge
- Jamie Demetriou jako Marcus
- Dermot Mulroney jako Bryce Dylan

### Odcinki
| # | Tytuł                   | Reżyseria          | Scenariusz                    | Premiera w Hulu  |
| - | ----------------------- | ------------------ | ----------------------------- | ---------------- |
| 1 | Kash With a K           | Charles McDougall  | Mindy Kaling, Matt Warburton  | 31 lipca 2019    |
| 2 | Hounslow                | Charles McDougall  | Mindy Kaling, Tracey Wigfield | 31 lipca 2019    |
| 3 | We Broke                | Tristram Shapeero  | Matt Warburton                | 31 lipca 2019    |
| 4 | The Winner Takes It All | Tristram Shapeero  | Chris Schleicher              | 31 lipca 2019    |
| 5 | Love, Chalet            | Catherine Morshead | Charlie Grandy                | 7 sierpnia 2019  |
| 6 | Lights, Camera, Wedding | Catherine Morshead | Lana Cho                      | 14 sierpnia 2019 |
| 7 | The Sound of Music      | Tom Marshall       | Abby Ajayi                    | 21 sierpnia 2019 |
| 8 | Game Night              | Tom Marshall       | Charlie Grandy, Bisha K. Ali  | 28 sierpnia 2019 |

## Produkcja
2 maja 2018 roku platforma internetowa Hulu zamówiła limitowany serial.
W październiku 2018 roku poinformowano, że Nikesh Patel, Rebecca Rittenhouse i John Reynolds dołączyli do obsady komedii.
W kolejnym miesiącu ogłoszono, że Nathalie Emmanuel, Brandon Mychal Smith, Zoe Boyle, Harish Patel oraz Guz Khan zagrają w serialu.